# Minareten (tidning)
Minareten var en svensk tidskrift och boulevardtidning med samhällskritiskt innehåll och kommunistisk grundsyn som utgavs 1923–1936. Redaktionen låg i Göteborg.
Tidningen startades av Martin Andersson, ledamot av stadsfullmäktige och en av Göteborgs ledande kommunister, som ägde och redigerade den tills han 1931 överlät den till Einar Adamson, som fram till dess varit redaktör för Väst-Svenska Kuriren. Namnet fick den efter de båda minareter som uppfördes på utställningsområdet till Göteborgsutställningen 1923. 
En specialitet var det sociala reportaget och man betraktade sig som Sveriges enda radikala boulevardblad. Som främsta lokala motståndare framstod den antisemitiska högertidningen Vidi, som beredde jordmånen för nazisternas valframgångar i Göteborg. Efter den kommunistiska partisprängningen 1929 förblev tidningen under Anderssons ledning neutral och beteckningarna Kilbomare och Sillénare på medlemmarna var bannlysta.
Åren 1926-1933 utkom Minareten som veckotidning och bestod vanligen av fyra sidor. Före och efter den perioden var utgivningen något glesare. Tidningen var en kommersiell framgång och upplagan i slutet av 1920-talet något över 5000 exemplar och senare på 1930-talet något under 5000. Därmed hade Minareten en större upplaga än Göteborgs båda organisationsanknutna kommunisttidningar tillsammans.